# MG4
El MG4 es un vehículo eléctrico de batería fabricado por MG Motor.
La carrocería es tipo SUV compacta. Aunque su apariencia acoge rasgos propios de un crossover, el MG4 Electric es un turismo.[cita requerida] Existen diferentes versiones.

En el Salón del Automóvil de Ludwigsburg de 2022:
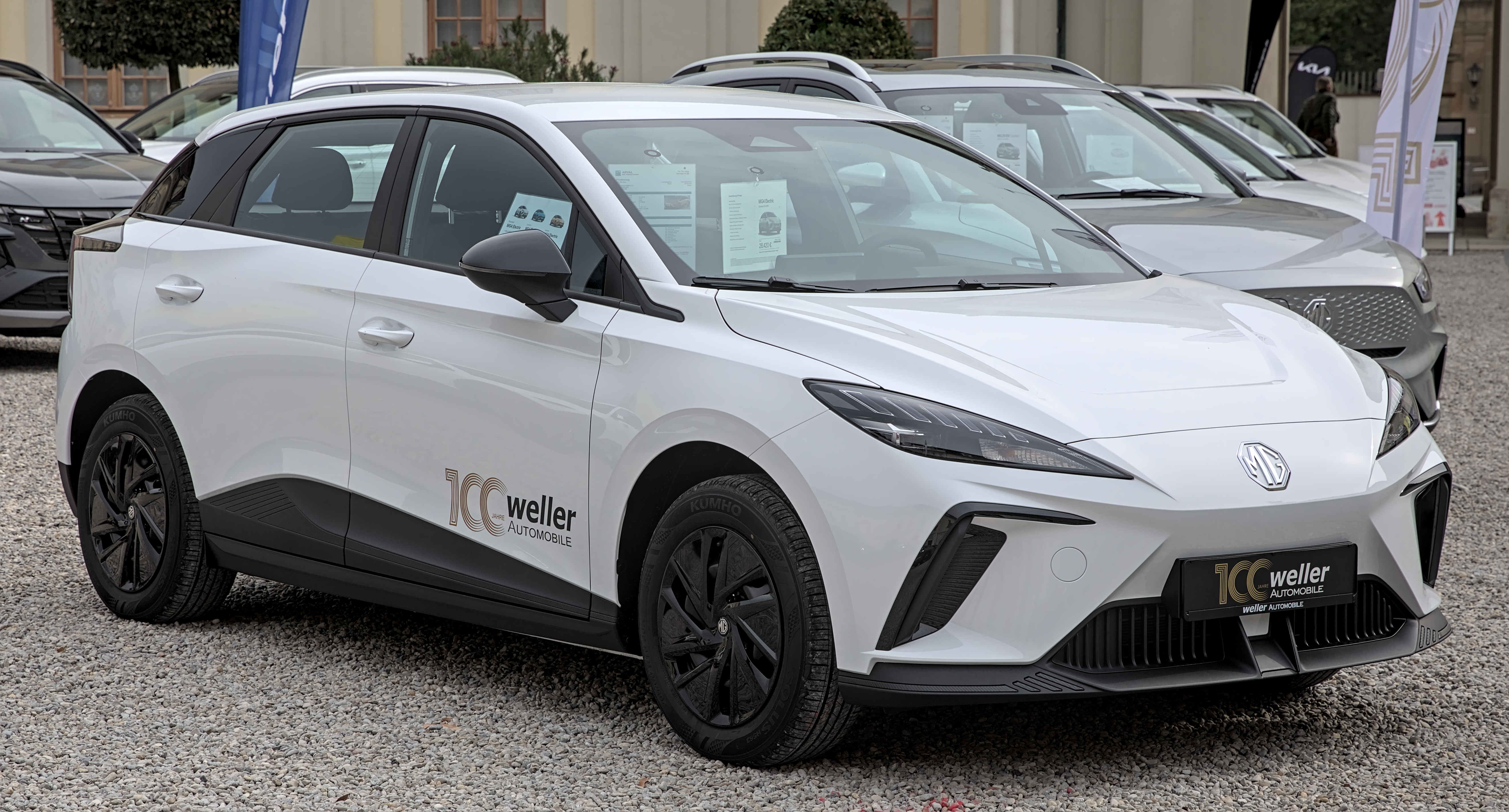
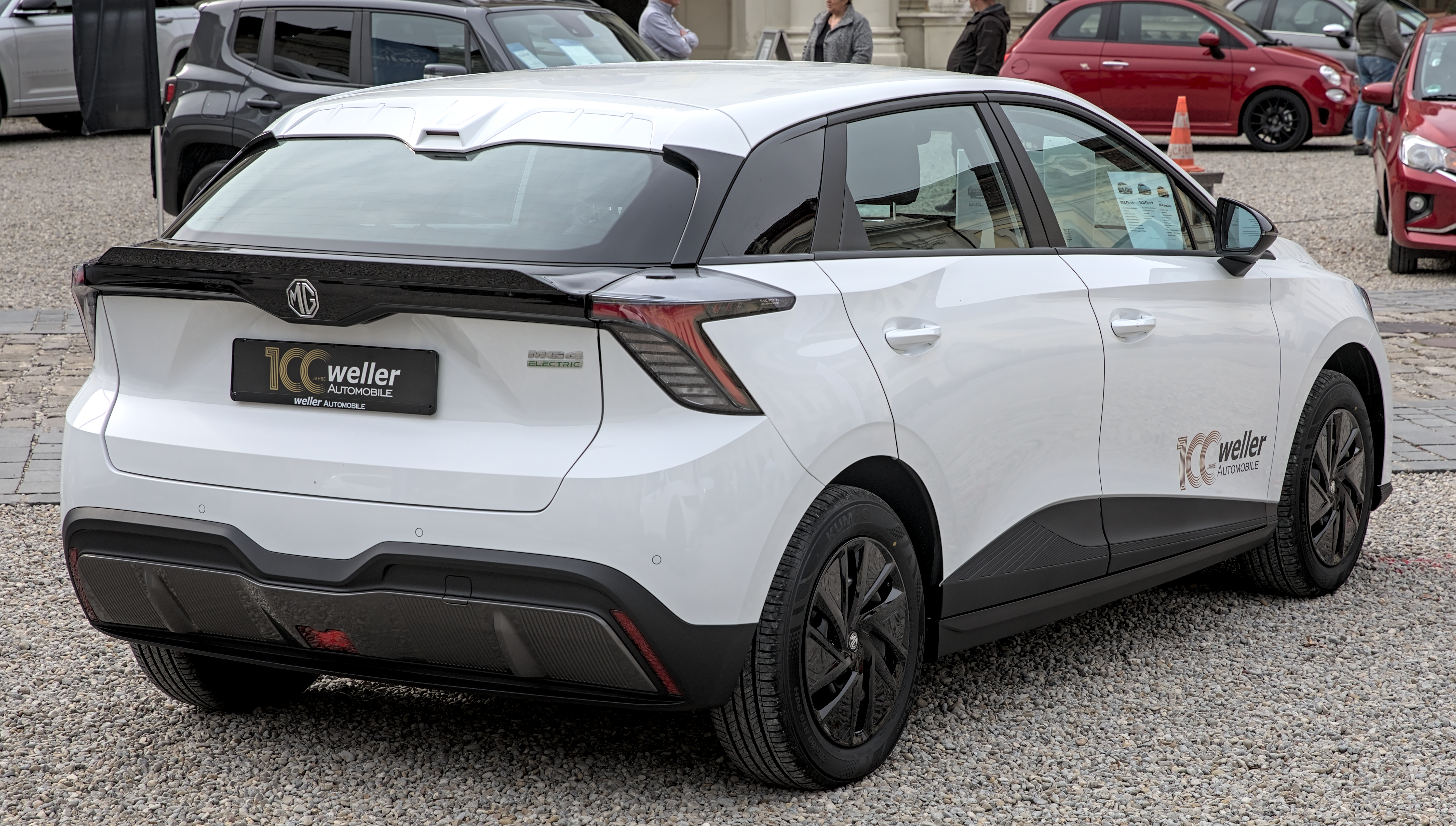
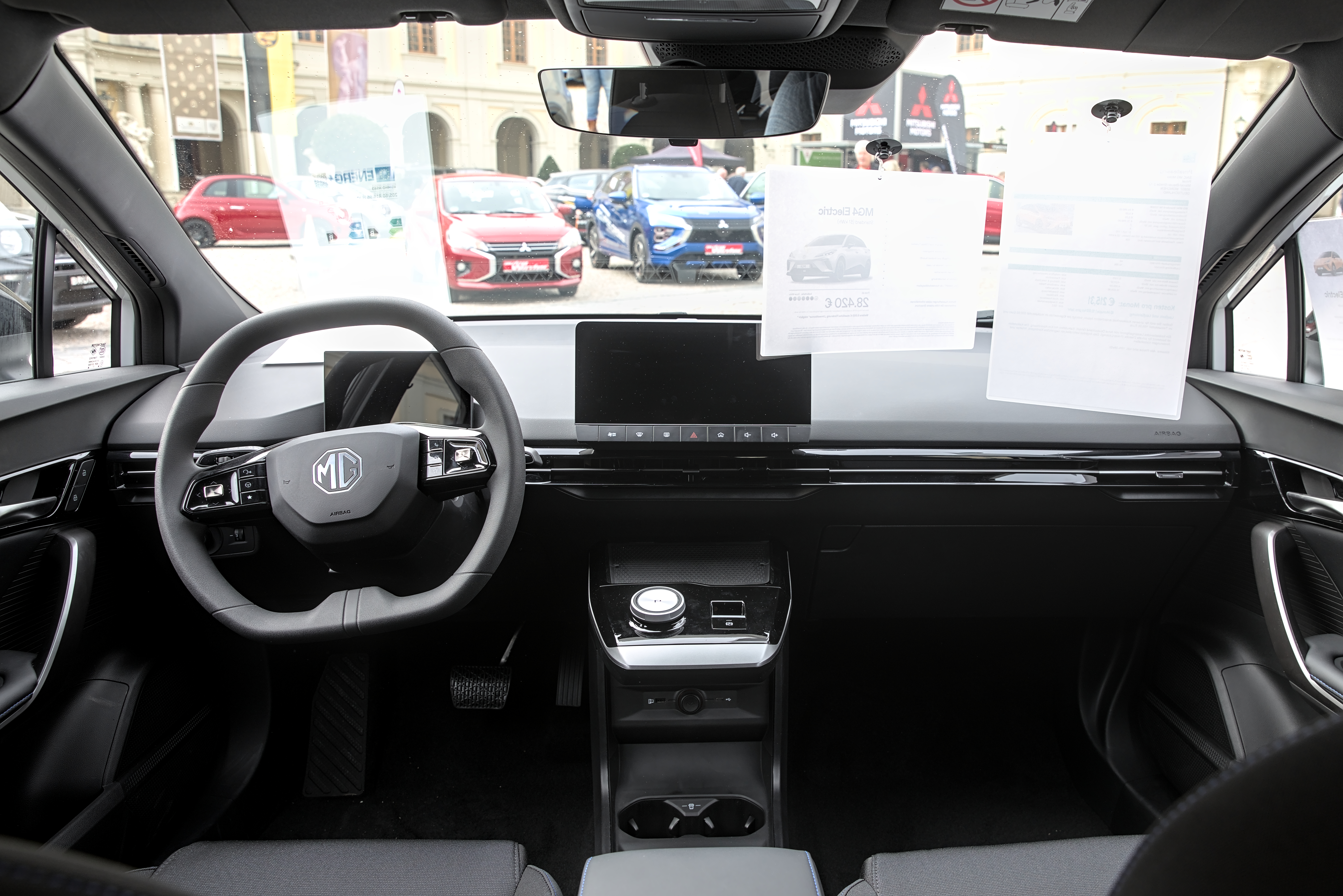